# The Bank of Tokyo-Mitsubishi UFJ
The Bank of Tokyo-Mitsubishi UFJ, Ltd. (BTMU; 株式会社三菱東京UFJ銀行 Kabushiki kaisha mitsubishi tōkyō yūefujei ginkō?) es el mayor banco de Japón, que fue establecido el 1 de enero de 2006, con la fusión del Bank of Tokyo-Mitsubishi, Ltd. y el UFJ Bank Ltd. El banco sirve como el brazo principal del negocio de banca comercial, banca corporativa y banca de inversión del Grupo Financiero Mitsubishi UFJ.

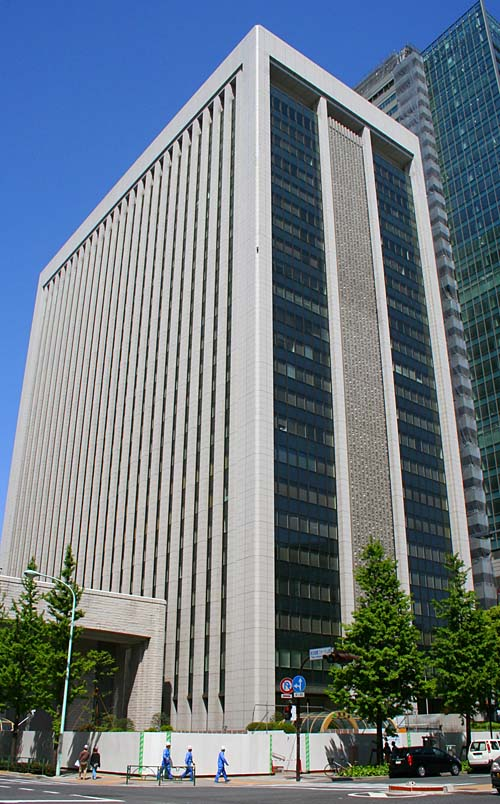
Sede central en Marunouchi, Tokio, Japón.

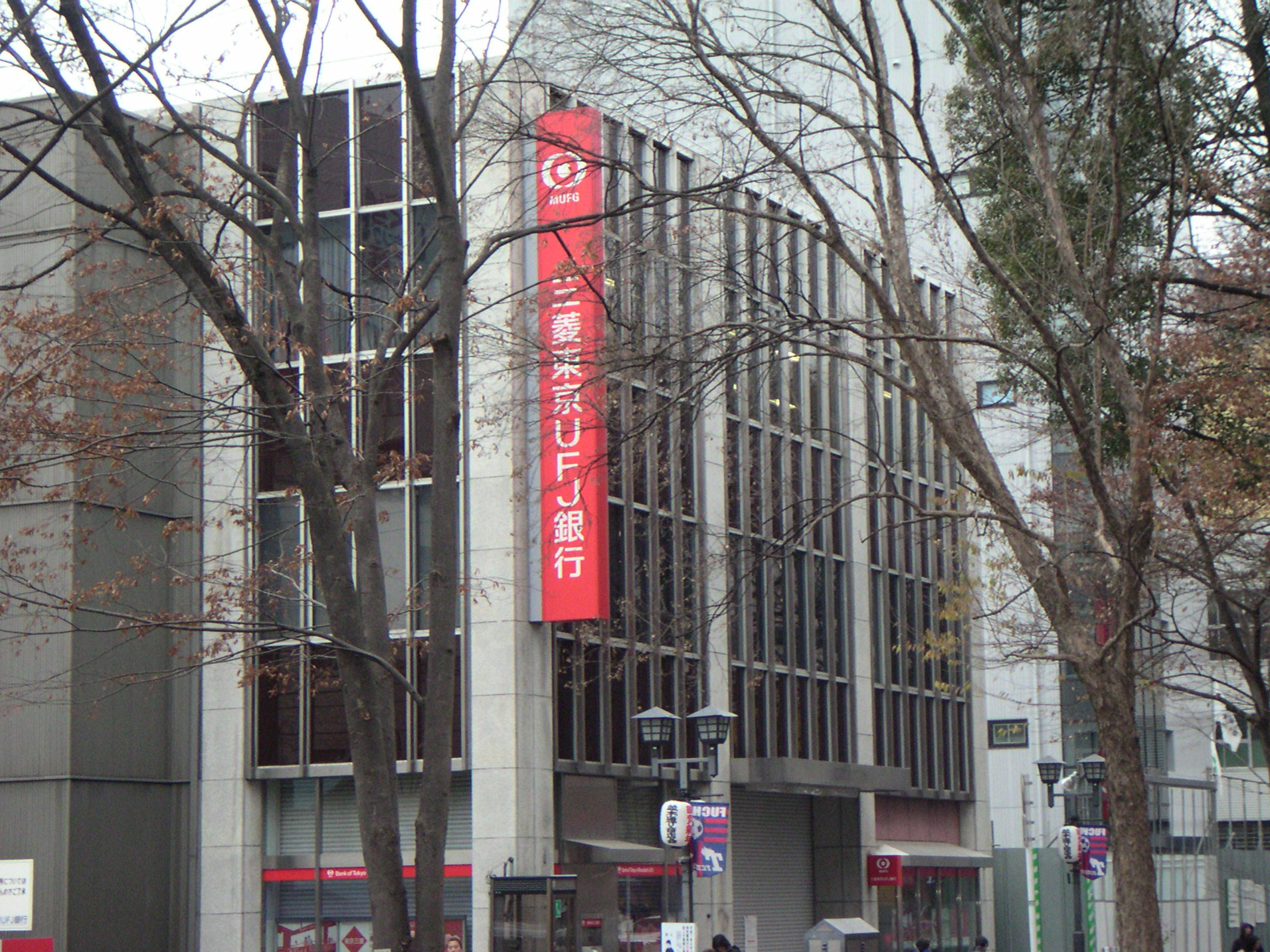
Sucursal Fuchu.

BTMU es el noveno banco del mundo medido por activos. La sede central del banco se halla en Marunouchi, Chiyoda, Tokio, Japón.

## Historia

### The Bank of Tokyo-Mitsubishi
BTMU tiene su origen en el 1880 cuando the Mitsubishi Bank, Ltd.  (株式会社三菱銀行 Kabushiki kaisha mitsubishi ginkō?) fue fundado por el antiguo samurái Iwasaki Yatarō, y fue una corporación central del grupo de empresas Mitsubishi Group. También en 1880 fue fundado el Yokohama Specie Bank después renombrado the Bank of Tokyo, Ltd. (株式会社東京銀行 Kabushiki kaisha tōkyō ginkō?). En abril de 1996, el Mitsubishi Bank, Ltd. y el the Bank of Tokyo, Ltd. se fusionaron en the Bank of Tokyo-Mitsubishi, Ltd. (株式会社東京三菱銀行 Kabushiki kaisha tōkyō mitsubishi ginkō?).

### UFJ Bank
UFJ Bank Ltd. (株式会社UFJ銀行 Kabushiki kaisha yūefujei ginkō?) era un banco japonés originalmente fundado mediante la fusión en 2002 del the Sanwa Bank, Ltd. (株式会社三和銀行 Kabushiki kaisha sanwa ginkō''?) (con base en Osaka), the Tokai Bank, Ltd. (株式会社東海銀行 Kabushiki kaisha tōkai ginkō?) (con base en Nagoya), y el Toyo Trust and Banking Co., Ltd. (東洋信託銀行株式会社 Tōyo shintaku ginkō kabushiki kaisha?).

### The Bank of Tokyo-Mitsubishi UFJ
En julio de 2004, el cuarto grupo financiero japonés, el UFJ Holdings, Inc. ofreció fusionarse con el Grupo Financiero Mitsubishi Tokio (GFMT). La fusión de los dos holdings bancarios fue completada el 1 de octubre de 2005, creando el Grupo Financiero Mitsubishi UFJ. Los unidades centrales de banca de los respectivos holdings GFMT y UFJ, el Banco de Tokio-Mitsubishi, Ltd. y el Banco UFJ Ltd., continuaron operando separadamente hasta el 1 de enero de 2006, cuando las dos unidades fueron combinadas para formar el Banco de Tokio-Mitsubishi UFJ, Ltd.

## Participaciones
- UnionBanCal Corporation (approx 63 % en febrero de 2005; 68 % en 2004; 100 % en 2008)
- Chong Hing Bank (9.66 %)
- Morgan Stanley (21 %). El 29 de septiembre de 2008, el Grupo Financiero Mitsubishi UFJ anunció que adquiriría un porcentaje de Morgan Stanley por 9000 millones de dólares. En medio del desplome bursátil de 2008, la preocupación sobre la consecución de la oferta del Mitsubishi causó una drástica caída en el precio de las acciones de Morgan Stanley hasta niveles no vistos desde 1994. Las acciones de Morgan Stanley se recuperaron considerablemente después que el Mitsubishi UFJ cerrara el acuerdo el 14 de octubre de 2008.
- Aberdeen Asset Management (9.9 % en octubre de 2008)